# Liz Johnson Artur
Liz Johnson Artur (Sofia, Bulgària, 1964) és una fotografa britànica. D'origen ghanès i rus, treballa sobretot com a fotoperiodista documentant la vida de les poblacions d'origen africà a tot el món. Amb aquest objectiu, realitza el seu projecte més ambiciós, encetat el 1991, el Big Balloon Archive.
El 5 de juliol del 2021 va rebre el premi "Women in Motion" per a fotografia durant la 52a edició de les Rencontres de la photographie a la ciutat occitana de Provença: Arles.